# Ray Jones (voetballer)
Raymond Barry (Ray) Jones (Newham (Groot-Londen), 28 augustus 1988 – Eastham (Groot-Londen), 25 augustus 2007) was een Engelse voetballer, die speelde voor Queens Park Rangers FC.
Hij kwam op achttienjarige leeftijd om het leven door een botsing tussen een bus en een auto, waarbij Ray Jones, zelf rijdend op een motor, betrokken raakte. Nog twee andere mensen kwamen bij het ongeluk om.
Hij speelde als reserve één wedstrijd voor het Engels voetbalelftal onder 19.